# Гонсалес, Альфредо Канту
Альфредо Канту «Фредди» Гонсалес (23 мая 1946 — 4 февраля 1968) — сержант Корпуса морской пехоты США, награждён посмертно медалью Почёта, за службу в ходе битвы за Хюэ, во время Вьетнамской войны.

## Биография
Гонсалес, американец мексиканского происхождения, родился 23 мая 1946 года в г. Эдинберг, штат Техас, единственный сын Долии Гонсалес. Окончил грамматическую школу Ламар в 1955 году и Эдинбург хай-скул в 1965 году. Несмотря на маленький рост и вес (всего 61 кг) он играл в американский футбол о время учёбы в хай-скул.
3 июня 1965 года в Сан-Антонио, штат Техас вступил в ряды резерва Корпуса морской пехоты, но был исключён и, 6 июля, месяц спустя вступил в ряды Корпуса. В сентябре прошёл рекрутскую подготовку на учебной базе Корпуса в Сан-Диего, штат Калифорния, в октябре — индивидуальную боевую подготовку в лагере Кэмп-Пендлтон, штат Калифория.
Поступил стрелком в служебно-штабную роту первого разведывательного батальона первой дивизии морской пехоты, служил там до января 1966 года. 1 января был повышен в звании до рядового первого класса и отслужил год во Вьетнаме стрелком и командиром отделения роты L, третьего батальона, 4-го полка, 3-й дивизии морской пехоты. 1 октября был повышен в звании до младшего капрала, 1 декабря — до капрала, в феврале 1967 года его тур во Вьетнаме закончился. По возвращении в США служил стрелком второго батальона, шестого полка, второй дивизии морской пехоты в Кэмп-Леджене, штат Северная Каролина.
Гонсалес стал инструктором в лагере Кэмп-Лежен, обучал морских пехотинцев тактике партизанской войны и рассчитывал прослужить всю войну на этой должности. Но он изменил свои планы, когда узнал, что целый взвод, где служили два его подчинённых во время его первого тура, попал в засаду и был уничтожен. Гонсалес обратился с просьбой направить его во второй тур во Вьетнам. В мае 1967 года он получил приказ прибыть на Западное побережье США, где вступил в 3-ю запасную роту перевалочного батальона, ожидая переброски в Восточную Азию. 1 июля 1967 года он был повышен в звании до сержанта и в этом же месяце прибыл в Южный Вьетнам. Служил командиром отделения и сержантом взвода третьего взвода роты А первого батальона первого полка первой дивизии морской пехоты.
В ходе начальной фазы битвы за Хюэ в конце января 1968 года Гонсалес и его отряд были отправлены с конвоем на грузовиках на усиление войск в Хюэ. Когда 31 января конвой попал под обстрел у деревни Ланг Ван Лронг Гонсалес повёл своих людей на зачистку местности. В ходе дальнейшего движения по дороге он получил ранения от шрапнели, когда перетаскивал раненого в безопасное место. Когда конвой остановился, наткнувшись на пулемётный огонь из бункера он повёл людей в атаку и уничтожил вражескую позицию ручными гранатами. Достигнув в итоге города Хюэ его отряд вступил там в тяжёлый бой. 3 февраля Гонсалес получил серьёзное ранение но отказался от медицинской помощи. На следующий день, когда большие северовьетнамские силы нанесли тяжёлые потери его роте, Гонсалес вёл огонь из противотанкового вооружения по укреплённым позициям. Ему удалось остановить наступление северовьетнамцев и подавить вражескую ракетную установку, но после этого он был смертельно ранен вражеской ракетой. Он нашёл укрытие в католической церкви Святой Жанны д’Арк, где и умер.
Гонсалес похоронен в мемориальном парке Хиллкрест в своём родном городе Эдинбург, штат Техас.
За свои действия в ходе битвы за Хюэ с 31 января по 4 февраля 1968 года Гонсалес был награждён медалью Почёта. Вице-президент США Спиро Агню вручил медаль матери Гонсалеса на официальной церемонии в Белом доме 31 октября 1969 годаЖанны д’Арк.

## Наградная запись к медали Почёта
Звание и часть: Сержант, Корпус морской пехоты США, рота А, первый батальон, первый полк, первая (усиленная) дивизия морской пехоты, силы морской пехоты флота.
Место и дата: близ Туа Тьен, Республика Вьетнам, 4 февраля 1968 года.
Поступил на службу в: Сан-Антонио, Техас. Родился: 23 мая 1946 года, Эдинбург, Техас.
За выдающуюся храбрость и отвагу, проявленные с риском для жизни при выполнении и перевыполнении долга службы в ходе службы командиром третьего взвода, роты А. 31 января 1968 года в ходе начальной фазы операции «Хюэ-сити» из части сержанта Гонсалеса был собран отряд реагирования и развёрнут в Хюэ с целью ослабить давление на осаждённый город. В ходе движения конвоя грузовиков вдоль дороги № 1 близ деревни Ланг Ван Лронг морские пехотинцы наткнулись на плотный вражеский огонь. Сержант Гонсалес руководил агрессивными манёврами своего взвода, и распределял огонь своего отряда, пока область не была зачищена от снайперов. Немедленно после переправы через реку к югу от Хюэ, колонна снова попала под плотный вражеский огонь. Один из морских пехотинцев, сидящий на крыше танка был ранен и упал на землю, оказавшись на открытом месте. Сержант Гонсалес с полным пренебрежением к собственной безопасности бросился через простреливаемую местность на помощь раненому товарищу. Он поднял его и несмотря на ранения осколками в ходе спасения донёс раненого до прикрытой позиции, где он мог получить медицинскую помощь. Его рота была остановлена усиливающимся вражеским огнём со всё возрастающей точностью из укреплённого бункера. Осознав тяжесть ситуации сержант Гонсалес вышел под вражеский огонь и повёл свой взвод по восточному краю дороги, граничащему с рисовыми полями к плотине, прямо напротив бункера. Полностью осознавая грозящую ему опасность, он перешёл через простреливаемую дорогу и уничтожил вражескую позицию ручными гранатами. Получив новое серьёзное ранение 3 февраля, он стоически отказался от медицинской помощи и продолжал надзирать над своими людьми и вести их в атаку. 4 февраля противнику снова удалось прижать роту автоматным и ракетным огнём, нанеся ей тяжёлые потери. Сержант Гонсалес, оснащённый лёгким противотанковым вооружением, бесстрашно передвигался от укрытия к укрытию, выпустив множество снарядов по хорошо укреплённым вражеским позициям. Ему удалось подавить ракетную установку и большинство вражеских огневых точек, пока он не упал, смертельно раненый. Героизм, храбрость и динамическое лидерство, продемонстрированные сержантом Гонсалесом принесли великую честь ему и Корпусу морской пехоты и поддержали высочайшие традиции военно-морской службы США. Он храбро отдал свою жизнь за свою страну.
Оригинальный текст (англ.)
Rank and organization: Sergeant, U.S. Marine Corps, Company A, 1st Battalion, 1st Marines, 1st Marine Division (Rein), FMF.
Place and date: Near Thua Thien, Republic of Vietnam, 4 February 1968.
Entered service at: San Antonio, Tex. Born: 23 May 1946, Edinburg Tex.
For conspicuous gallantry and intrepidity at the risk of his life above and beyond the call of duty while serving as platoon commander, 3d Platoon, Company A. On 31 January 1968, during the initial phase of Operation Hue City, Sgt. Gonzalez' unit was formed as a reaction force and deployed to Hue to relieve the pressure on the beleaguered city. While moving by truck convoy along Route No. 1, near the village of Lang Van Lrong, the Marines received a heavy volume of enemy fire. Sgt. Gonzalez aggressively maneuvered the Marines in his platoon, and directed their fire until the area was cleared of snipers. Immediately after crossing a river south of Hue, the column was again hit by intense enemy fire. One of the Marines on top of a tank was wounded and fell to the ground in an exposed position. With complete disregard for his safety, Sgt. Gonzalez ran through the fire-swept area to the assistance of his injured comrade. He lifted him up and though receiving fragmentation wounds during the rescue, he carried the wounded Marine to a covered position for treatment. Due to the increased volume and accuracy of enemy fire from a fortified machine gun bunker on the side of the road, the company was temporarily halted. Realizing the gravity of the situation, Sgt. Gonzalez exposed himself to the enemy fire and moved his platoon along the east side of a bordering rice paddy to a dike directly across from the bunker. Though fully aware of the danger involved, he moved to the fire-swept road and destroyed the hostile position with hand grenades. Although seriously wounded again on 3 February, he steadfastly refused medical treatment and continued to supervise his men and lead the attack. On 4 February, the enemy had again pinned the company down, inflicting heavy casualties with automatic weapons and rocket fire. Sgt. Gonzalez, utilizing a number of light antitank assault weapons, fearlessly moved from position to position firing numerous rounds at the heavily fortified enemy emplacements. He successfully knocked out a rocket position and suppressed much of the enemy fire before falling mortally wounded. The heroism, courage, and dynamic leadership displayed by Sgt. Gonzalez reflected great credit upon himself and the Marine Corps, and were in keeping with the highest traditions of the U.S. Naval Service. He gallantly gave his life for his country.
— 

## Награды
Гонсалес получил следующие награды:
|                                                                               |                            | |  |  |  |  |  |  |  |  |  |
| Золотая звезда повторного награждения · Золотая звезда повторного награждения |                            | |  |  |  |  |  |  |  |  |  |
|                                                                               |                            | Бронзовая звезда за службу · Бронзовая звезда за службу · Бронзовая звезда за службу · Бронзовая звезда за службу |  |  |  |  |  |  |  |  |  |
|                                                                               | Бронзовая звезда за службу | |  |  |  |  |  |  |  |  |  |

| Медаль Почёта                                   |                                                 |                                                 |                                                 |                                                             |                                                             |                                                             |                                                             |                                                                           |                                                                           |                                                                           |                                                                           |
| Пурпурное сердце с двумя золотыми звёздами      | Пурпурное сердце с двумя золотыми звёздами      | Пурпурное сердце с двумя золотыми звёздами      | Пурпурное сердце с двумя золотыми звёздами      | Боевая ленточка                                             | Боевая ленточка                                             | Боевая ленточка                                             | Боевая ленточка                                             | Presidential Unit Citation                                                | Presidential Unit Citation                                                | Presidential Unit Citation                                                | Presidential Unit Citation                                                |
| Медаль «За безупречную службу» (морская пехота) | Медаль «За безупречную службу» (морская пехота) | Медаль «За безупречную службу» (морская пехота) | Медаль «За безупречную службу» (морская пехота) | Медаль «За службу национальной обороне»                     | Медаль «За службу национальной обороне»                     | Медаль «За службу национальной обороне»                     | Медаль «За службу национальной обороне»                     | Медаль «За службу во Вьетнаме» с четырьмя звёздами повторного награждения | Медаль «За службу во Вьетнаме» с четырьмя звёздами повторного награждения | Медаль «За службу во Вьетнаме» с четырьмя звёздами повторного награждения | Медаль «За службу во Вьетнаме» с четырьмя звёздами повторного награждения |
| Медаль «За военные заслуги»                     | Медаль «За военные заслуги»                     | Медаль «За военные заслуги»                     | Медаль «За военные заслуги»                     | Крест «За храбрость» с пальмовым листом и бронзовой звездой | Крест «За храбрость» с пальмовым листом и бронзовой звездой | Крест «За храбрость» с пальмовым листом и бронзовой звездой | Крест «За храбрость» с пальмовым листом и бронзовой звездой | Медаль «За кампанию во Вьетнаме»                                          | Медаль «За кампанию во Вьетнаме»                                          | Медаль «За кампанию во Вьетнаме»                                          | Медаль «За кампанию во Вьетнаме»                                          |

|  | Почетная медаль Законодательного собрания Техаса |

## Почести
В честь Гонсалеса назван ракетный эсминец ВМС США USS Gonzalez (DDG-66), введённый в строй в 1996 году. Мать Гонсалеса, Долия поддерживает дружбу с экипажем корабля, посещает большинство основных церемоний корабля, включая его прибытия и отправления и смену командиров. Экипаж корабля обмениваются письмами с Долией, называя её «мамой» и звонят её во время походов.
Дом ветеранов в Мак-Аллене, штат Техас назван в честь Альфредо Гонсалеса.
Вышли две биографии Гонсалеса: жителя Эдинбурга John W. Flores; "When The River Dreams: The Life of Marine Sgt. Freddy Gonzalez, " напечатанная осенью 2006 года и "Marine Sgt. Freddy Gonzalez: Vietnam War Hero, " осенью 2013 года.
В музее южного Техаса находится постоянная выставка где находятся форма и награды Гонсалеса. Есть зал Альфредо Гонсалеса в базовой школе в округе Стаффорд, штат Виргиния, где учатся офицеры морской пехоты. В Эдинбурге в честь Гонсалеса названы начальная школа и главная улица с востока на запад (Фредди Гонсалес Драйв).